# Titus Flavius Sabinus (Konsul 82)
Titus Flavius Sabinus war ein römischer Politiker und Senator und als Großneffe Vespasians und Schwiegersohn des Titus Angehöriger des flavischen Kaiserhauses.
Sabinus war vermutlich Sohn und Enkel der gleichnamigen Suffektkonsuln der Jahre 72 und 47. Während des Bürgerkrieges im Jahr 69 zog er sich zusammen mit seinem Großvater vor den Anhängern des Vitellius auf das Kapitol zurück. Im Gegensatz zu diesem konnte Sabinus vor den Vitellianern fliehen. Im Jahr 81 heiratete Sabinus Flavia Iulia, die Tochter des Kaisers Titus, und im Jahr 82 wurde er ordentlicher Konsul, zusammen mit Kaiser Domitian.

## Verhältnis zu Domitian
Bedeutsam ist, dass Domitian sich seinen Verwandten Sabinus als Kollegen des Jahres 82 erwählte. Sueton überliefert, die Beziehungen zwischen Domitian und Sabinus seien vor der Thronbesteigung äußerst gespannt gewesen, da der Anwärter auf den Kaiserthron es nur mit Unmut sah, dass sein Verwandter weißgekleidete Diener hatte. Offensichtlich betrachtete er dies als ein alleiniges Vorrecht des Kaisers und seiner Söhne. Doch kann diese Missstimmung nicht allzu groß gewesen sein, sonst hätte Domitian ihn nicht zu seinem Konsulatskollegen gemacht.
Domitian verfolgte hier offensichtlich dieselbe Politik wie sein Vater Vespasian, der ebenfalls seine Verwandten in besonderem Maße als Beamte zur Unterstützung seiner Politik herangezogen und stets die flavische Familie besonders herausgestellt hatte. Ferner wird es unter dieser Voraussetzung völlig unmöglich, dass sich der von Sueton berichtete Vorfall bei den Konsularkomitien des Jahres 81 ereignet hat. Denn Sabinus soll durch ein Versehen des Herolds zum Imperator statt zum Konsul ausgerufen worden sein, was den Anlass zu seiner Hinrichtung geboten habe. Vielmehr muss Sabinus nochmals zum Konsul bestimmt worden sein, wobei es dann zu dem unheilvollen Geschehen gekommen sein könnte. Keineswegs hatte Domitian Sabinus ohne zwingenden Grund hinrichten lassen; sonst hätte er ihn nicht zuvor für ein zweites Konsulat ausersehen. Denn hierin liegt ganz selbstverständlich eine besondere Auszeichnung seines Verwandten.
Was also Sueton aus der Zeit vor der Regierung Domitians berichtet, darf nicht als bestimmend für sein Verhältnis zu Sabinus angesehen werden. Dagegen muss eher angenommen werden, dass Sabinus in den späteren Jahren dieses zumindest sachliche gute Einvernehmen durch eine hochverräterische Handlung zerstörte. Wenn man in Sabinus ein Mitglied der Gruppe der Titusanhänger sieht, so wäre deutlich das Bemühen Domitians zu spüren, mit diesen teilweise oppositionellen Kreisen in einem erträglichen Verhältnis zu bleiben.